# Masdevallia hieroglyphica
Masdevallia hieroglyphica är en orkidéart som beskrevs av Heinrich Gustav Reichenbach. Masdevallia hieroglyphica ingår i släktet Masdevallia och familjen orkidéer. Inga underarter finns listade i Catalogue of Life.

## Bildgalleri

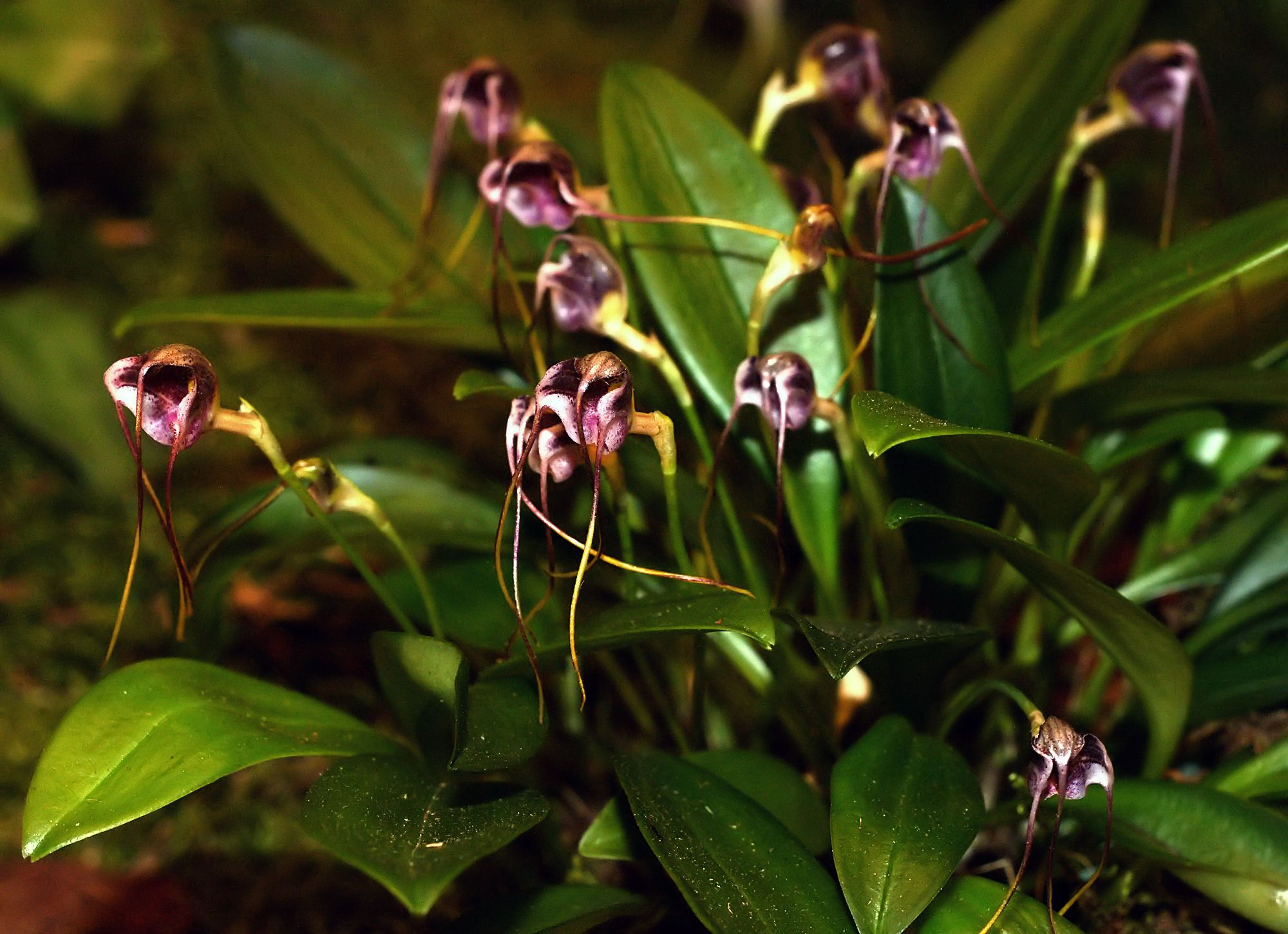
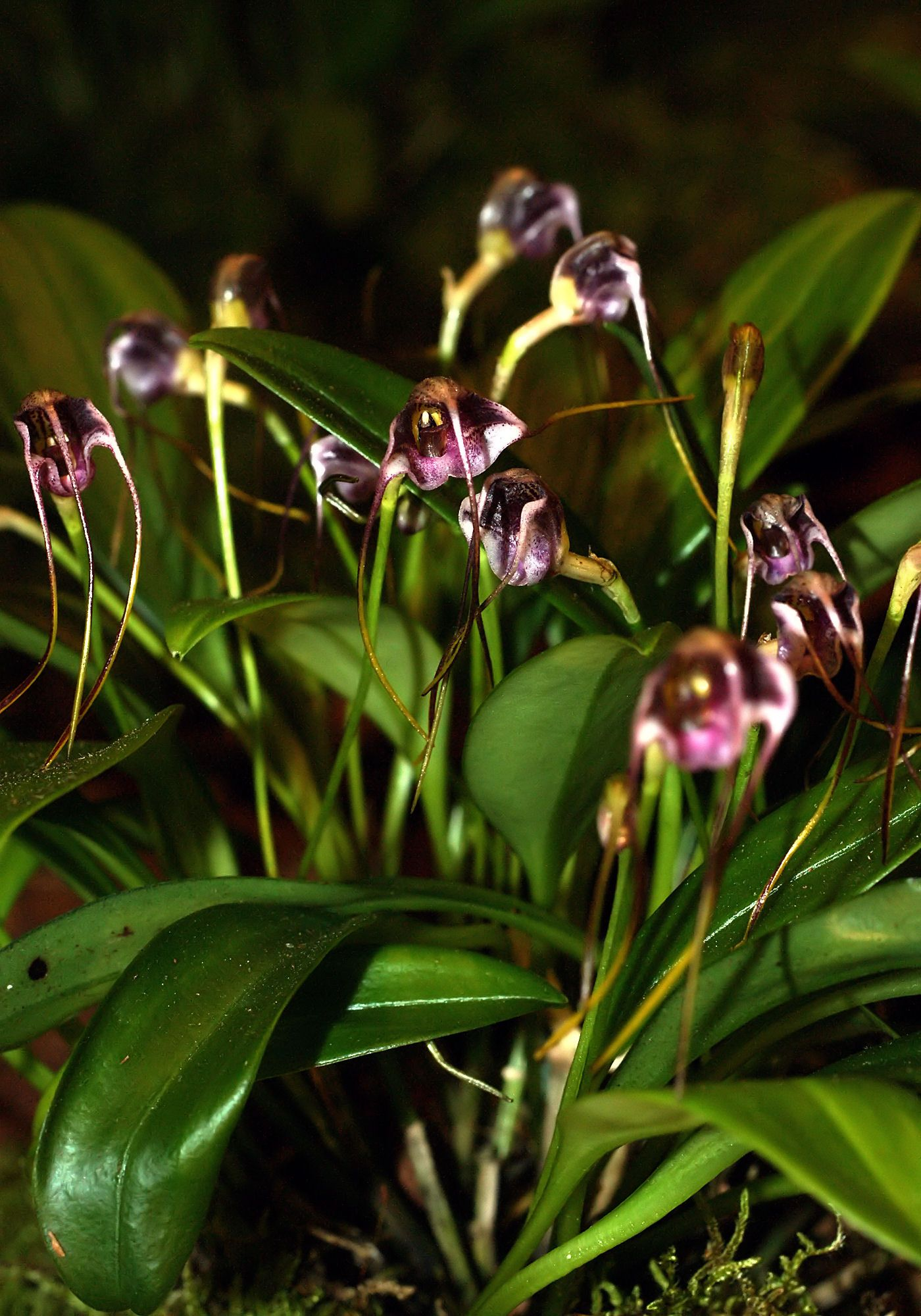
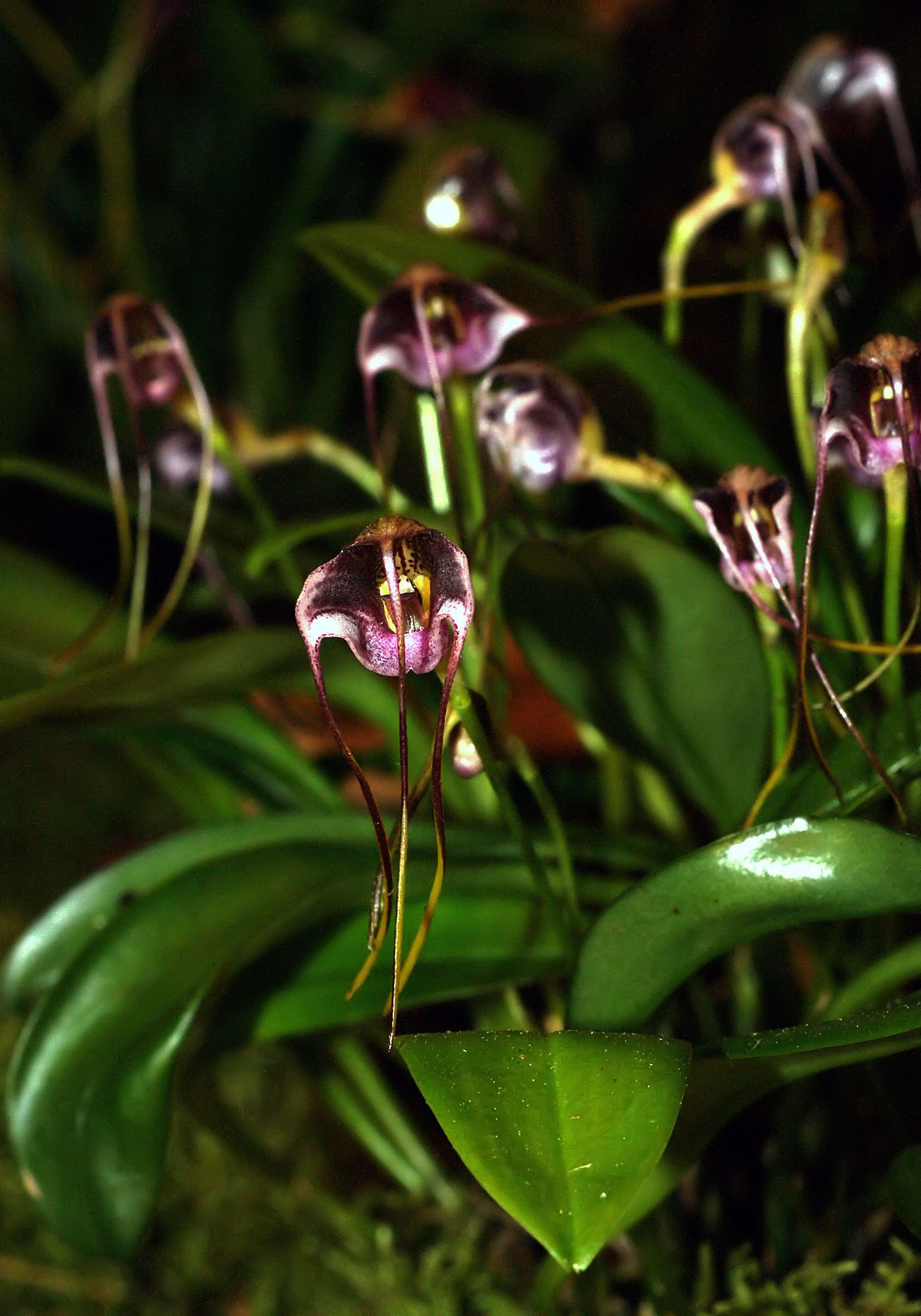
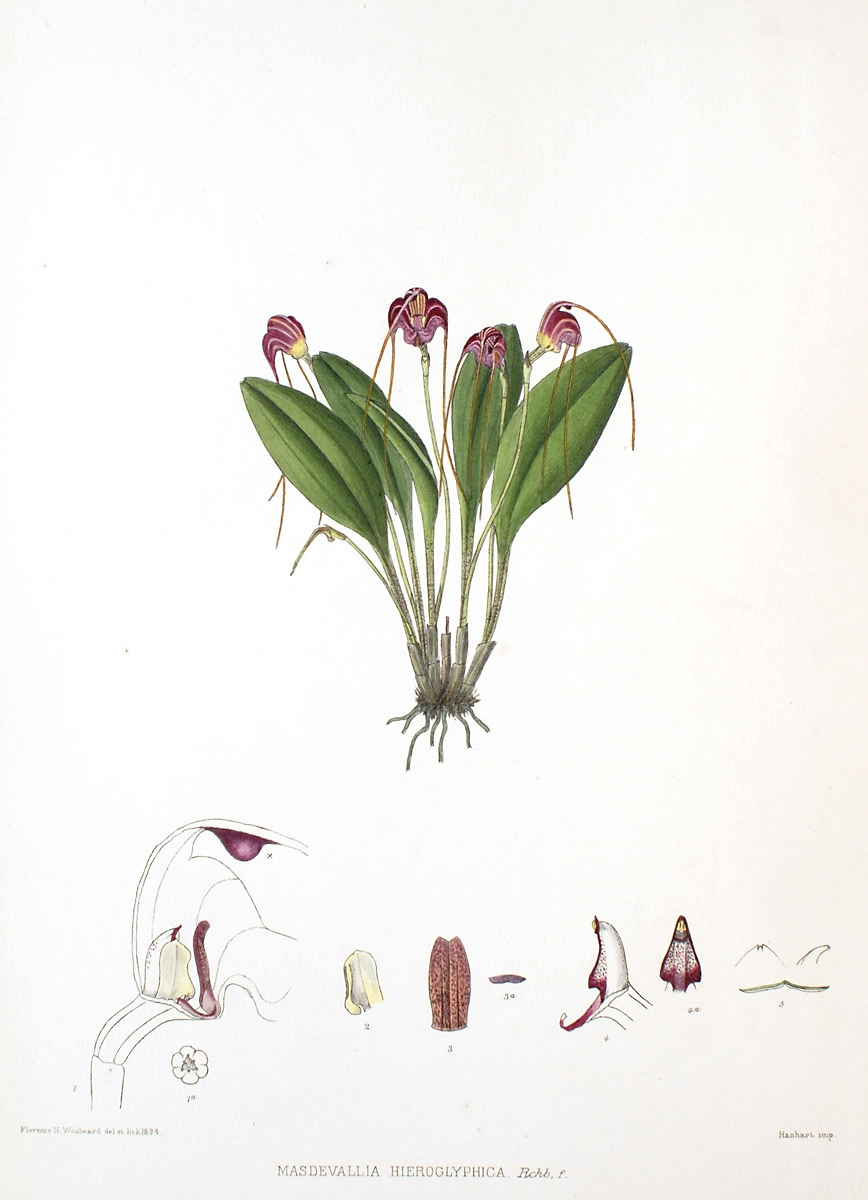